# 黄鳞二叶飘拂草
黄鳞二叶飘拂草（学名：Fimbristylis diphylloides var. straminea）为莎草科飘拂草属下的一个变种。

## 扩展阅读
- 維基物種上的相關：黄鳞二叶飘拂草